# Elamanchili
Elamanchili är en ort i Indien.   Den ligger i distriktet Vishākhapatnam och delstaten Andhra Pradesh, i den sydöstra delen av landet, 1 400 km söder om huvudstaden New Delhi. Elamanchili ligger 18 meter över havet och antalet invånare är 26 176.
Terrängen runt Elamanchili är platt åt sydost, men åt nordväst är den kuperad.  Elamanchili är det största samhället i trakten. Omgivningarna runt Elamanchili är en mosaik av jordbruksmark och naturlig växtlighet.